# الدول السبعة المتحاربة
الدول السبع الكبرى أو الممالك السبع (بالصينية التقليدية: 戰國七雄) (نحو 475 ق م - 220 ق م) هي دول صينية كانت تعرف مجتمعة باسم حقبة الممالك المتحاربة:
- تشن (秦)
- تشي (齊/齐)
- تشو (楚)
- يان (燕)
- هان (韓/韩)
- جاو (趙/赵)
- وي (魏)

كانت جميع هذه الدول حتى سنة 305 ق. م تعترف بملك سلالة زو الحاكمة الضعيفة في لويانغ وتتبع اسميًا لها. انتهت هذه الحقبة مع ازدياد قوة دولة تشين وصعود ينغ زينغ على عرش الولاية

## فترة الربيع والخريف
بعد معركة مويه، قامت قبيلة زو بالإطاحة بأسرة شانغ، كانت أسرة زو ناجحة ل75 سنة فقط بعدها هجمت قبائل الكوارونغ على هاوجينغ عاصمة زو، مما أجبر الحكومة على الهرب إلى الشرق تحديدًا في مدينة لويانغ وأسست سلالة زو الشرقية، عموما ينقسم عهد زو الشرقية إلى فترتين هما: فترة الربيع والخريف وحقبة الممالك المتحاربة، على خلاف الفترة الأخيرة كانت فترة الربيع والخريف فترة سلام إمتازت بهيمنة دوقية جين على سلالة زو في لويانغ، العديد من الدول حظي باعتراف ملك سلالة زو بصفته إبنا للسماء والملك الشرعي، قام ملوك زو في هذه الحقبة بإعطاء لقب دوق على حكام هذه الدول التي تكونت بإرادة زو، كلفت زو ولاية تشين التابعة لها بمهمة طرد قبائل المورو من الغرب وكانت جين تمثل سلطة زو.

## التشكيل
كانت الدول السبع المتحاربة تتويجًا للاتجاهات خلال فترة الربيع والخريف، فقد تغلبت هذه الدول السبعة على الدول التي كان موجودة سابقا في فترة الربيع والخريف كانت ولاية تشين ويان موجودتان أثناء حقبة الربيع والخريف بالإضافة إلى تشو وتشي، وفي سنة 403 ق.م اعترف الملك ويلي من زو بسقوط دولة جين وتقسيم أراضيها إلى ولاية هان وولاية وي وولاية زاو، تم غزو دولة وو بواسطة ولاية تشو في سنة 473 ق.م، وقامت تشين بضم شو في سنة 316ق.م، قامت زاو باحتلال تشونغشان في 296 ق.م وقامت تشي باحتلال دولة سونغ في سنة 286ق.م وتقاسمت أراضي لو مع ولاية تشو، وبموجب هذه التحركات ظهرت هذه الدول في شكل ممالك متحاربة، سرعان ماقام هؤلاء الحكام بإتخاذ لقب "ملك" بدلا من "دوق" في إشارة واضحة لفك ارتباطهم بسلالة زو الحاكمة في عاصمتها لويانغ التي إنتهت في سنة 250ق.م، لم تشهد هذه الحقبة في أوائلها أي تحركات لولاية تشين التي كانت الجبال والحواجز الطبيعة تفصلها عن بقية الدول.

## تأسيس تشو
وفقا للأحداث التي كتبها سيما كيان في كتابه سجلات المؤرخ الكبير، فإن عائلة تشو الملكية (Xiong) كانت تنحدر من نسل الإمبراطور الأصفر، تأسست الولاية بعد أن قامت سلالة زو الحاكمة بالإطاحة بحكم أسرة شانغ، فقد قام الملك شنغ بتعيين الجنرال شيونغ لي أمير على تشو التي تقع بعيدا عن أراضيه.
في سنة 703 ق.م أو 706 ق.م قام شيونغ تونغ بإعلان نفسه ملكا مستقلا عن تشو، كانت تشو في سنواتها الأولى دولة توسعية عسكرية ولكن غير مشهورة، لاحقا تحولت تشو إلى دولة كبيرة، وفي عهد الملك زوانغ بلغت تشو أوج قوتها وأعتبرت واحد من المهيمنين الخمسة ضمن فترة الربيع والخريف وبعد عدد من المعارك تحركت تشو نحو السهول الوسطى مما شكل تهديدا لدوقية جين، تحالفت تشو مع تشي لتضمن بقاء قوتها وقامت بضم ولاية هوانغ وولاية شنغ.